# Series Nacionales de Rugby a Siete 2010
Las primeras Series Nacionales de Rugby VII dieron comienzo el 15 de mayo de 2010. Para este primer año de competición se fijaron tres series previas clasificatorias para una serie final en categoría masculina, y dos series previas y una serie final en categoría femenina.

## Categoría masculina

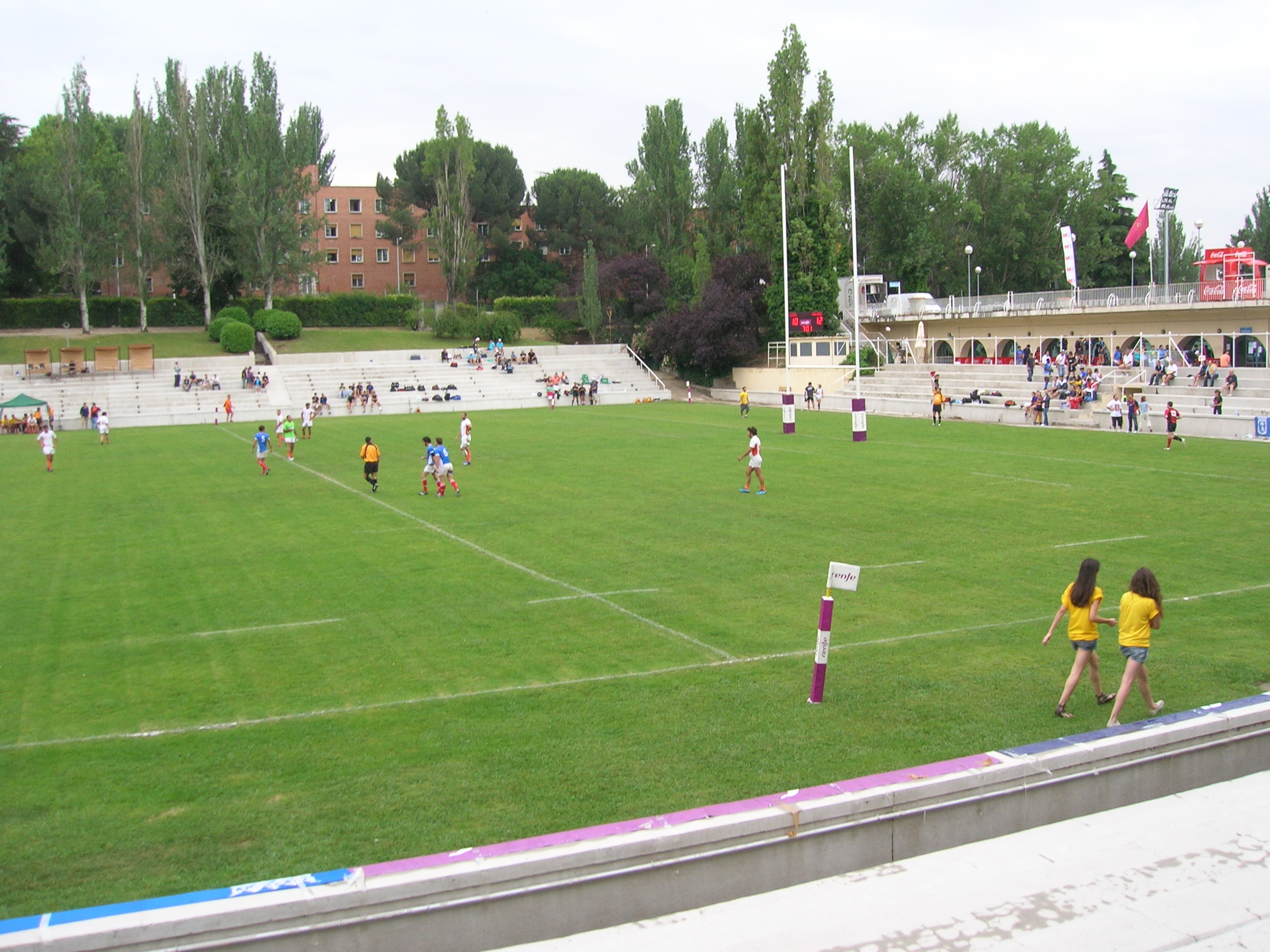
Serie final. Copa de plata. UMA Málaga-Liceo Francés

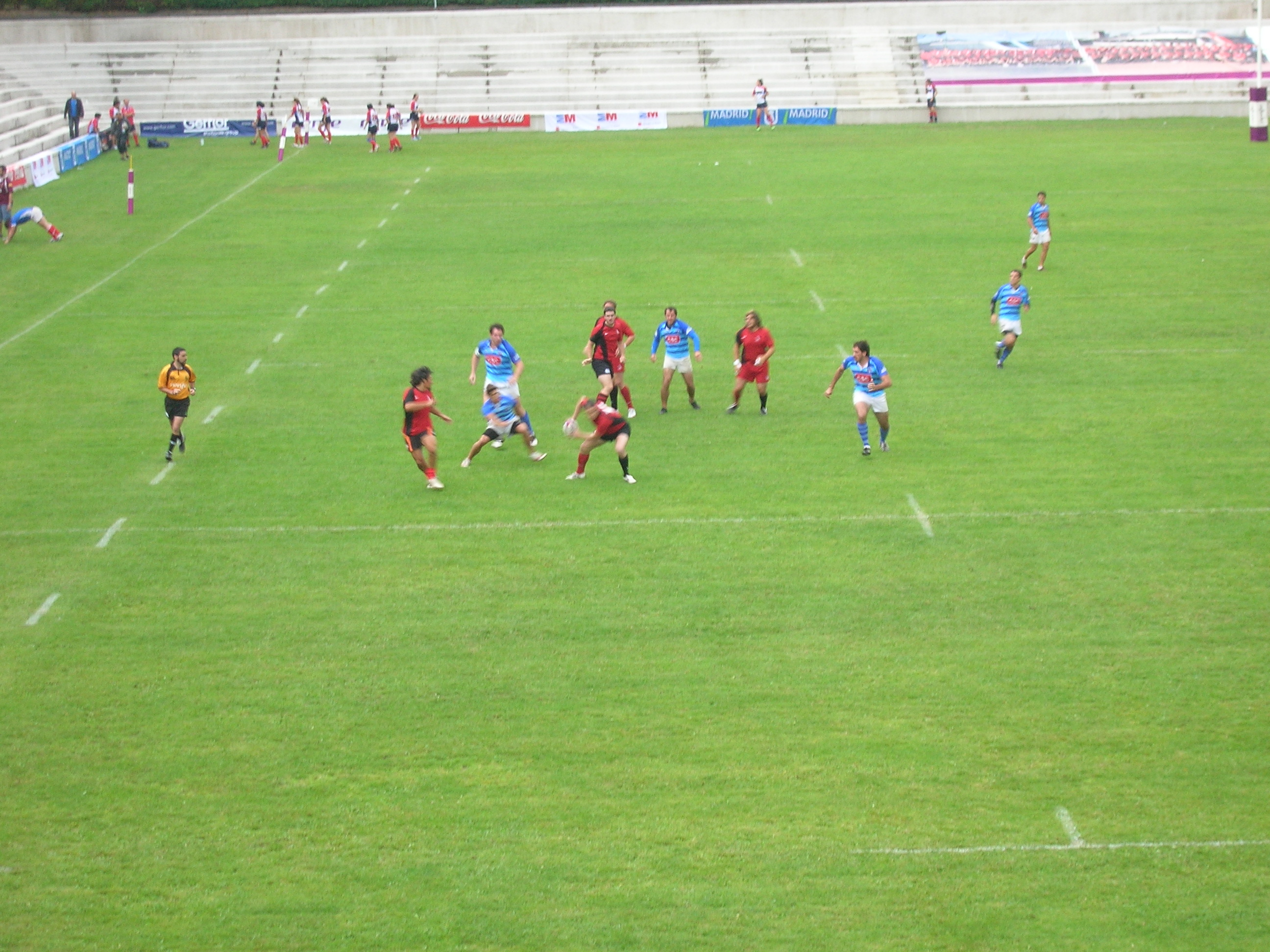
Serie final. Bera Bera contra Cisneros

En esta categoría, se apuntaron un total de 18 equipos. Equipos participantes en 2010:
| Club                     | Ciudad                  | Categoría           |
| MBE Alcobendas           | Alcobendas              | División de Honor   |
| C.R. La Vila             | Villajoyosa             | División de Honor   |
| CRC Madrid               | Pozuelo de Alarcón      | División de Honor   |
| Cajasol Ciencias         | Sevilla                 | División de Honor   |
| VRAC Quesos Entrepinares | Valladolid              | División de Honor   |
| CAU Valencia             | Valencia                | División de Honor   |
| Pégamo Bera Bera         | San Sebastián           | División de Honor B |
| C.R Les Abelles          | Valencia                | División de Honor B |
| Getxo Artea              | Guecho                  | División de Honor B |
| Hernani C.R.E            | Hernani                 | División de Honor B |
| F.C Barcelona            | Barcelona               | División de Honor B |
| C.R Cisneros             | Madrid                  | División de Honor B |
| C.R Liceo Francés        | Madrid                  | División de Honor B |
| Oviedo R.C               | Oviedo                  | División de Honor B |
| R.C.L Hospitalet         | Hospitalet de Llobregat | Primera Nacional    |
| Eibar R.T                | Éibar                   | Primera Nacional    |
| Independiente R.C        | Santander               | Primera Nacional    |
| UMA Málaga               | Málaga                  | Primera Nacional    |

Destaca la ausencia de algunos clubes de División de Honor como El Salvador, Ordizia, Gernika o Santboiana así como la gran acogida que tuvo entre clubes de categorías inferiores.

### Primera serie
La primera serie se disputó en la localidad de Alcobendas, en el polideportivo José Caballero. Participaron doce equipos: Les Abelles, Pégamo Bera Bera, MBE Alcobendas, La Vila, UMA Málaga, CRC Madrid, F.C Barcelona, Hernani C.R.E, C.R Cisneros, CAU Valencia, Oviedo R.C, Getxo Artea R.T e Independiente de Santander.
La serie se desarrolló íntegramente el 15 mayo. Estos fueron los resultados:
| Copa   | Campeón        | Subcampeón       | Resultado |
| Oro    | MBE Alcobendas | Pégamo Bera Bera | 22-12     |
| Plata  | UMA Málaga     | Hernani C.R.E    | 21-17     |
| Bronce | Oviedo R.C     | Getxo Artea      | 21-0      |

### Segunda serie
La segunda serie se disputó los días 29 y 30 de mayo en el campo municipal del Pantano de Villajoyosa. Participaron doce equipos: C.R La Vila, Liceo Francés, Getxo Artea, Cajasol Ciencias, F.C Barcelona, UMA Málaga, VRAC, CAU Valencia, Eibar R.T, CRC Madrid, Les Abelles y R.C.L Hospitalet.
| Copa   | Campeón          | Subcampeón    | Resultado |
| Oro    | C.R Les Abelles  | F.C Barcelona | 21-14     |
| Plata  | UMA Málaga       | C.R. La Vila  | 22-0      |
| Bronce | Cajasol Ciencias | Getxo Artea   | 21-7      |

### Tercera serie
La tercera serie retornó a Madrid y se disputó el 12 de junio de 2010 en el Estadio Nacional Complutense. Aprovechando la ocasión, el C.R Cisneros celebró en la misma fecha la XX Edición del Torneo Internacional de Rugby a Siete de Madrid, una de los eventos de seven más importantes del año. En un día marcado por el mal tiempo, participaron doce equipos: C.R La Vila, C.R Cisneros, Oviedo R.C, Cajasol Ciencias, Liceo Francés, Eibar R.T, VRAC, Hernani C.R.E, Independiente de Santander, Bera Bera, MBE Alcobendas y R.C.L Hospitalet.
| Copa   | Campeón                    | Subcampeón        | Resultado |
| Oro    | C.R. La Vila               | Cajasol Ciencias  | 26-10     |
| Plata  | MBE Alcobendas             | C.R Liceo Francés | 35-12     |
| Bronce | Independiente de Santander | Oviedo R.C        | 17-5      |

### Serie final
La serie final se disputó entre el 26 y 27 de junio de 2010 repitiendo escenario en el Estadio Nacional Complutense. Accedieron a la final los doce mejores equipos de las tres series anteriores. Bera Bera, Les Abelles, MBE Alcobendas y C.R La Vila se clasificaron como cabezas de grupo al quedar entre los cuatro primeros de la clasificación. También sellaron su clasificación UMA Málaga, CRC Madrid, F.C Barcelona, Hernani CRE, Liceo Francés, Cajasol Ciencias, CR Cisneros y CAU Valencia.
| Copa   | Campeón       | Subcampeón      | Resultado |
| Oro    | CRC Madrid    | C.R Les Abelles | 26-10     |
| Plata  | C.R Cisneros  | UMA Málaga      | 25-14     |
| Bronce | Hernani C.R.E | MBE Alcobendas  | 31-14     |

## Competición femenina
En esta categoría, se apuntaron un total de 13 equipos. Equipos participantes en 2010:
| Club                | Ciudad                     |
| MBE Alcobendas      | Alcobendas                 |
| C.R. La Vila        | Villajoyosa                |
| CRC Madrid          | Pozuelo de Alarcón         |
| UMA Málaga          | Málaga                     |
| C.R Albeitar León   | Valladolid                 |
| UPV Valencia        | Valencia                   |
| Uribealdea R.T      | Munguía                    |
| CRAT A Coruña       | La Coruña                  |
| Gaztedi R.T         | Vitoria                    |
| XV Sanse Scrum      | San Sebastián de los Reyes |
| C.R Cisneros        | Madrid                     |
| C.R Majadahonda     | Majadahonda                |
| Olímpico de Pozuelo | Pozuelo de Alarcón         |

### Primera serie
La primera serie femenina se disputó el 5 de junio de 2010 en el campo municipal del Pantano en Villajoyosa. Participaron: CR Albeitar León, UPV Valencia, UMA Málaga, Uribealdea R.T, Gaztedi R.T y CR La Vila.
| Copa   | Campeón          | Subcampeón     | Resultado |
| Oro    | CR Albeitar León | UPV Valencia   | 26-0      |
| Plata  | UMA Málaga       | Uribealdea R.T | 17-5      |
| Bronce | Gaztedi R.T      | C.R. La Vila   | 30-5      |

### Segunda serie
La segunda serie se disputó el 19 de junio de 2010 en el campo de Orcasitas de Madrid. Participaron: CRAT A Coruña, CR Cisneros, XV Sanse, CR Majadahonda, Olímpico, MBE Alcobendas y CRC Madrid.
| Copa  | Campeón        | Subcampeón    | Resultado   |
| Oro   | XV Sanse Scrum | C.R Cisneros  | 15-0        |
| Plata | CRC Madrid     | CRAT A Coruña | Dif ensayos |

### Serie final
La serie final se disputó los días 26 y 27 de junio de 2010, en el Estadio Nacional Complutense coincidiendo en el tiempo con la final de las series masculinas. A la cita acudieron todos los equipos participantes a excepción de La Vila y Uribealdea R.T.
| Copa   | Campeón             | Subcampeón      | Resultado |
| Oro    | Olímpico de Pozuelo | C.R Majadahonda | 50-0      |
| Plata  | C.R Cisneros        | UPV Valencia    | 12-5      |
| Bronce | UMA Málaga          | MBE Alcobendas  | 22-5      |